# Joey Doiron
Pour les articles homonymes, voir Doiron.
Pas d'image ? Cliquez ici
Joey Doiron est un pilote automobile de stock-car né le 18 novembre 1991 à Berwick, Maine, aux États-Unis.
Après des années d'apprentissage en karting, il débute en stock car en 2007 dans la catégorie Limited Sportsman à la piste Beech Ridge Motor Speedway. Il est nommé recrue de l'année.
En 2009, il termine 12e au classement de l'ACT Tour et est nommé recrue de l'année. L'année suivante, il fait le saut en PASS North. Il signe une quatrième place à son premier départ au Beech Ridge Speedway. C'est au même endroit qu'il remportera sa première victoire dans cette série en ouverture de saison en 2012. En 2013, il récolte deux victoires la même journée lors d'un programme double au White Mountain Motorsports Park et termine deuxième au championnat. À la conclusion de la saison 2014, il compte cinq victoires, 22 top 5 et 42 top 10 en 66 départs.